# Aeropuerto Internacional Simon Mwansa Kapwepwe
El Aeropuerto Internacional Simon Mwansa Kapwepwe (IATA: NLA, ICAO: FLSK) es un aeropuerto internacional en Ndola, provincia de Copperbelt, Zambia. Se llamaba Aeropuerto de Ndola antes de ser renombrado en 2011 en honor a Simon Kapwepwe, exvicepresidente del país. Se encuentra junto al monumento conmemorativo del lugar del accidente de Dag Hammarskjöld, a unos 15 kilómetros (9,3 mi) al oeste del centro de la ciudad.
El aeropuerto original de Ndola, ubicado en Itawa (inaugurado en la década de 1950), fue construido para servir a la ciudad de Ndola, la capital administrativa de la provincia de Copperbelt. Desde la apertura del nuevo Aeropuerto Internacional Simon Mwansa Kapwepwe en 2021, este sirve a las ciudades de Kitwe y Ndola en Copperbelt.
A finales de 2021, el Aeropuerto Internacional Simon Mwansa Kapwepwe trasladó sus operaciones a su ubicación actual, junto al monumento conmemorativo de Dag Hammarskjöld, desde su ubicación anterior en el suburbio de Itawa de Ndola. Este nuevo aeropuerto fue diseñado por la Corporación de la Industria de Aviación de China (AVIC International) a un costo de 397 millones de dólares. Se esperaba que estuviera terminado a mediados de 2020, pero fue retrasado por contratiempos debido a la pandemia de COVID-19, razón por la cual abrió al año siguiente.

## Historia
Antes de agosto de 2021, el Aeropuerto Internacional Simon Mwansa Kapwepwe se encontraba en una ubicación anterior, en el suburbio de Itawa en Ndola (al sureste del centro de la ciudad). El aeropuerto de Ndola en Itawa se convirtió oficialmente en un aeropuerto civil en la década de 1950, después de haber sido utilizado inicialmente como base militar. Anteriormente, se conocía como Aeropuerto de Ndola y, en septiembre de 2011, el presidente Michael Sata decidió renombrar el aeropuerto en honor a Simon Kapwepwe, exvicepresidente del país.
El 5 de agosto de 2021, el aeropuerto de Ndola fue oficialmente trasladado desde Itawa a una nueva ubicación, 15 kilómetros al oeste del centro de la ciudad, justo al norte del monumento conmemorativo del lugar del Accidente de Dag Hammarskjöld, que es su dirección actual. Durante su construcción, la ubicación actual del aeropuerto era conocida como Aeropuerto Internacional de Copperbelt hasta que se completó en agosto de 2021, cuando fue inaugurado por el presidente Edgar Lungu. En ese momento, fue renombrado como Aeropuerto Internacional Simon Mwansa Kapwepwe, conservando el nombre del aeropuerto original. El nuevo aeropuerto también mantuvo el mismo código IATA (NLA).
El nuevo aeropuerto fue diseñado por la Corporación de la Industria de Aviación de China (AVIC International) a un costo de 397 millones de dólares. Se esperaba que estuviera terminado a mediados de 2020, pero se retrasó debido a contratiempos causados por la pandemia de COVID-19. El 5 de agosto de 2021, el presidente Edgar Lungu inauguró oficialmente el nuevo aeropuerto, aunque tomó aproximadamente dos meses adicionales para que todas las operaciones fueran trasladadas desde el aeropuerto antiguo al nuevo, ubicado 15 kilómetros al oeste del centro de la ciudad. El aeropuerto comenzó operaciones el 7 de octubre de 2021.
Por lo tanto, el antiguo aeropuerto en el suburbio de Itawa ya no es un aeropuerto comercial (ya no se llama SMK Internacional) y ahora pertenece a la Fuerza Aérea de Zambia. El 30 de julio de 2021, el presidente Edgar Lungu dio un nuevo nombre a la antigua ubicación del aeropuerto: Base Aérea Peter Zuze, en honor al primer comandante aéreo indígena de Zambia. Ndola continúa teniendo un solo aeropuerto comercial.

## Instalaciones
El Aeropuerto Internacional Simon Mwansa Kapwepwe cuenta con una terminal con tres puentes de embarque. El acceso por carretera al aeropuerto se realiza mediante la vía de acceso al monumento conmemorativo Dag Hammarskjöld, que se desvía de la autopista Ndola-Kitwe.

## Aerolíneas y destinos
Las siguientes aerolíneas ofrecen servicios de pasajeros programados en el Aeropuerto Internacional de Ndola:
| Aerolíneas         | Destinos                                          |
| ------------------ | ------------------------------------------------- |
| Airlink            | Johannesburgo–O. R. Tambo                         |
| Air Tanzania       | Dar es-Salam                                      |
| Ethiopian Airlines | Addís Abeba, Maun                                 |
| Kenya Airways      | Nairobi–Jomo Kenyatta                             |
| Proflight Zambia   | Johannesburgo–O. R. Tambo, Lusaka, Mansa, Solwezi |
| Zambia Airways     | Lusaka                                            |

## Accidentes e incidentes
- El 18 de septiembre de 1961, un vuelo chárter de la ONU que transportaba al Secretario General de las Naciones Unidas Dag Hammarskjöld se estrelló mientras se dirigía a aterrizar en el Aeropuerto de Ndola en Itawa. Hammarskjöld y otras 15 personas murieron en el accidente. Aunque la causa del accidente nunca se ha determinado por completo, pudo haber sido provocado por un ataque aéreo.[24] El lugar del accidente, a 15 km al oeste del centro de la ciudad (justo al sur de la ubicación actual del aeropuerto), ha sido convertido en el monumento conmemorativo del lugar del accidente de Dag Hammarskjöld.[25]

- El 4 de abril de 2021, el vuelo 3981 de Ethiopian Airlines, un vuelo de carga operado por un Boeing 737-800 matrícula ET-AYL, aterrizó por error en el aeropuerto aún no inaugurado (Aeropuerto Internacional de Copperbelt) tras un vuelo desde el Aeropuerto Internacional de Bole en Addis Abeba. Debería haber aterrizado en el cercano Aeropuerto Internacional Simon Mwansa Kapwepwe en Itawa.[26] La aeronave luego despegó del Aeropuerto de Copperbelt y voló hacia el aeropuerto correcto (Simon Mwansa Kapwepwe Internacional).[27] Dos horas y media después,[28] otra aeronave de Ethiopian Airlines, un Boeing 737-800 matrícula ET-AQP, también se aproximó al aeropuerto aún no inaugurado para aterrizar, pero abortó a tiempo y voló al aeropuerto correcto.[26] Se informó que las marcas que indicaban que la pista estaba cerrada eran poco visibles.[28] El Ministerio de Transporte de Zambia abrió una investigación sobre el incidente.[27]